# Stuart Grimes
Pour les articles homonymes, voir Grimes.
Pas d'image ? Cliquez ici

a Compétitions nationales et continentales officielles uniquement.

b Matchs officiels uniquement.
Dernière mise à jour le 16/02/2017.
Stuart Brian Grimes, né le 4 avril 1974 à Aberdeen (Écosse), est un joueur de rugby à XV écossais qui a joué avec l'équipe d'Écosse de 1997 à 2005, évoluant au poste de deuxième ligne (1,95 m et 107 kg).

## Biographie
Il a eu sa première cape internationale le 22 novembre 1997 contre l'équipe d'Australie.
Il a participé au Tournoi des cinq/six nations de 1998 à 2005.
Stuart Grimes a participé à la coupe du monde de rugby 1999 (5 matchs joués, battu en quart de finale) et 2003 (5 matchs joués, battu en quart de finale). Il a été 2 fois capitaine de l’équipe d'Écosse en 2002.

## Palmarès
- 71 sélections
- Sélections par années : 1 en 1997, 7 en 1998, 11 en 1999, 7 en 2000, 8 en 2001, 10 en 2002, 12 en 2003, 10 en 2004 et 5 en 2005.
- Tournois des Cinq Nations disputés : 1998, 1999, 2000, 2001, 2002, 2003, 2004 et 2005
- Vainqueur du tournoi des cinq nations en 1999
- Participation à deux coupes du monde de rugby : en 1999 et 2003.